# Solo Pittori Artisti Mutilati
Solo Pittori Artisti Mutilati è una ditta commerciale costituita nel 1956 a Verona che riunisce artisti italiani che dipingono con la bocca o col piede. È conosciuta anche tramite l'acronimo S.P.A.M..
Questa ditta è strutturata come società di proprietà degli artisti che dipingono sorreggendo il pennello con la bocca o con il piede a causa di disabilità fisiche congenite o successive a traumi e malattie. Tale organizzazione permette agli artisti di vivere del loro lavoro senza alcuna forma di assistenzialismo. SPAM commercializza infatti calendari, biglietti augurali e altri oggetti artistici realizzati con le riproduzioni dei quadri dipinti dagli Associati.
A livello internazionale fa parte dell'organizzazione internazionale VDMFK (Vereinigung der Mund und Fussmalenden Kuenstler in aller Welt, in italiano Associazione internazionale degli artisti che dipingono con la bocca e con il piede) fondata da Arnulf Erich Stegmann, ed ha sede in Liechtenstein.